# Ionopsidium
Ionopsidium – rodzaj roślin należący do rodziny kapustowatych. Należy do niego 9 gatunków występujących głównie w południowej Europie, nielicznie także w północno-zachodniej Afryce. Występują na terenach piaszczystych, na wydmach i w zagłębieniach międzywydmowych, wilgotnych w okresie zimowym. Blisko spokrewnione z rodzajem warzucha (Cochlearia) i czasem do niego włączane. Gatunek I. acaule rodzimy dla Portugalii, rozpowszechniony został jako roślina ozdobna i naturalizowany rośnie także w Hiszpanii i południowej Francji.

## Morfologia
PokrójRośliny jednoroczne, drobne, maksymalnie osiągające do 0,4 m wysokości.
LiściePojedyncze, zaokrąglone i długoogonkowe, zwłaszcza przyziemne. Liście łodygowe często wpół złożone.
KwiatyDziałki kielicha 4, płatki korony 4, białe do różowych, z wyraźnym paznokciem. Pręcików 6, czterosilnych. Zalążnia górna, szyjka słupka krótka, znamię główkowate.
OwoceŁuszczynki zaokrąglone lub owalne, spłaszczone, zawierające od 4 do 12 nasion.

## Systematyka
Pozycja systematyczna według APweb (aktualizowany system APG IV z 2016)
Rodzaj należący do rodziny kapustowatych (Brassicaceae), rzędu kapustowców (Brassicales), kladu różowych (rosids) w obrębie okrytonasiennych (Magnoliophyta). Blisko spokrewniony z rodzajem warzucha (Cochlearia).
Wykaz gatunków
- Ionopsidium abulense (Pau) Rothm.
- Ionopsidium acaule (Desf.) DC. ex Rchb.
- Ionopsidium albiflorum Durieu
- Ionopsidium aragonense (H.J.Coste & Soulié) M.Koch
- Ionopsidium glastifolium (L.) M.Koch
- Ionopsidium heterospermum Batt.
- Ionopsidium megalospermum (Maire) M.Koch
- Ionopsidium prolongoi (Boiss.) Batt.
- Ionopsidium savianum (Caruel) Ball ex Arcang.